# Kelvington
Kelvington es un pueblo canadiense situado en la provincia de Saskatchewan.

## Superficie
Kelvington tiene una superficie de 3,87 km².

## Demografía
En 2021, tenía 827 habitantes, una densidad poblacional de 213,8 hab./km², y 469 viviendas.